# 프랑스 일본 문화원 – 파리 일본인 학교
프랑스 일본 문화원 – 파리 일본인 학교(일본어: 日仏文化学院パリ日本人学校, 프랑스어: Institut Culturel Franco-Japonais – École Japonaise de Paris)는 프랑스 파리 근교 몽티니르브르토뇌에 소재한 일본인 학교이다.
학교의 위치는 일드프랑스에 포함되며, 베르사유에 근접한다. 교과 과정은 6세부터 15세까지를 대상으로 하고 있다. 주 사용 언어는 일본어이며, 학생들은 프랑스어 수업도 듣는다.

## 같이 보기
- 재프랑스 일본인